# Elektra Records
A Elektra Records (oficialmente Elektra Entertainment Group Inc.) é uma gravadora norte-americana detida pela Warner Music Group.